# Cycas platyphylla
Cycas platyphylla é uma espécie de cicadófita do género Cycas da família Cycadaceae, nativa do noroeste de Queensland, Austrália. Segundo dados de 2010, a população tende a descrescer.